# Měsíc nad řekou (divadelní hra)
Měsíc nad řekou je divadelní hra Fráni Šrámka vydaná roku 1922. Jedná se o významný projev českého literárního impresionismu. V roce 1953 byla pod stejným názvem zfilmována režisérem Václavem Krškou.

## Děj
Hlavní postavy hry jsou Jan Hlubina, majitel papírnictví, jeho žena paní Hlubinová, jejich dcera Slávka, Josef Roškot, bývalý Hlubinův spolužák, a jeho syn Vilík. Hlubinovi spolužáci připravují abiturientský večírek, na kterém by se všichni sešli a kde by mohli zavzpomínat na studentská léta. Paní Hlubinová se snaží tuto událost před svým manželem zatajit. Obává se totiž, že by se styděl za to, že je jen obyčejným obchodníkem, když to jeho spolužáci dotáhli mnohem dál. Hlubina byl kdysi premiant třídy a měl vyšší cíle než se stát pouhým obchodníkem. Žena přikládá velký díl viny také sobě. Do plánu paní Hlubinové je zasvěcena i dcera Slávka.
Jednoho dne, když je Slávka sama doma, přijde na návštěvu za tatínkem jeho spolužák Josef Roškot se synem Vilíkem. Slávka jim namluví, že otec je duševně chorý, a proto ať mu raději nepřipomínají minulost. Do pokoje vejdou otec s matkou, Hlubina Roškota nepozná a ani Roškot se nepředstaví. Nakonec se ukáže, že Hlubina ví o připravovaném sjezdu abiturientů, a vypraví se na něj i s manželkou. Chce jí veřejně poděkovat za život, který mu zařídila. Když je Slávka sama doma, přijde ji navštívit Vilík. Slávka je o sedm let starší, ale věkový rozdíl jim nevadí. Celý večer sedí v pokoji, kde před lety bydleli jejich otcové, poslouchají hučící řeku, dívají se na měsíc, rozmlouvají spolu a čtou si z knihy Měsíc nad řekou, kterou napsal Slávčin otec. Tak je najdou Hlubina s manželkou a s Roškotem, kteří se vracejí z večírku. Všichni se zasmějí dřívějšímu setkání Slávky s panem Roškotem a jeho synem a vezmou to jako dobrý žert. Slávka si uvědomí, že už není tak mladá, a řekne, že když ji její nápadník požádá o ruku, nebude proti.

## Divadelní inscenace (výběr)

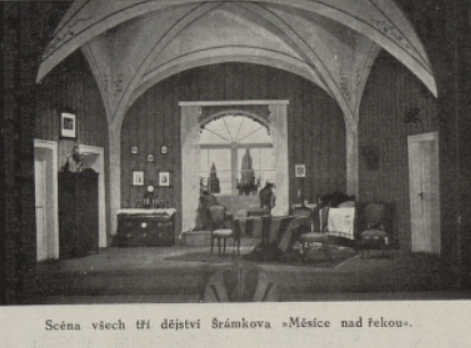
Scéna Josefa Weniga při premiérovém uvedení (Divadlo na Vinohradech, 1922)

V roce 1922 uvedlo Měsíc nad řekou pražské Vinohradské divadlo v režii Jaroslava Kvapila s výpravou Josefa Weniga v obsazení:
- Slávka Hlubinová – Anna Iblová
- Vilík Roškot – Karel Vávra
- paní Hlubinová – Marie Ptáková
- Josef Roškot – Bohumil Zakopal
- Jan Hlubina – Václav Vydra

Národní divadlo uvedlo hru ve 20. století dvakrát. V roce 1937 hrál Jana Hlubinu František Smolík a jeho dceru Slávku Božena Půlpánová. V inscenaci z roku 1976 vystoupili v těchto rolích Radovan Lukavský a Jana Březinová.